# Galatina Challenger 1983
Il Galatina Challenger 1983 è stato un torneo di tennis facente parte della categoria ATP Challenger Series nell'ambito dell'ATP Challenger Series 1983. Il torneo si è giocato a Galatina in Italia dal 25 aprile al 1º maggio 1983 su campi in terra rossa.

## Vincitori

### Singolare
Francesco Cancellotti ha battuto in finale  Miguel Mir con il punteggio di 7–6, 6–1

### Doppio
Bruce Derlin /  Huub van Boeckel hanno battuto in finale  Iván Camus /  Ivan Du Pasquier con il punteggio di 6–2, 7–5